# Marko Łewiszyn
Marko Ihorowycz Łewiszyn, ukr. Марко Ігорович Левішин (ur. 31 sierpnia 2000 w Równem) – ukraiński żużlowiec.

## Życiorys
Związany z klubem żużlowym w ukraińskim Równem. W sezonach 2017, 2018 i 2019 zostawał zwycięzcą Pucharu MACEC. W roku 2018 podpisał umowę z łotewskim Lokomotīvem Dyneburg. W sezonie 2021 został wypożyczony do pierwszoligowych Wilków Krosno.
W roku 2022, w momencie wybuchu konfliktu zbrojnego Ukrainy z Rosją, pozostając w Polsce, kontynuował karierę żużlową w krośnieńskim klubie.
Występował na zasadzie wypożyczenia w drużynie Włókniarza Częstochowa w rozgrywkach Ekstraligi U24. Rok później, w sezonie 2023, w tej samej lidze reprezentował Orlen Cellfast Wilki Krosno. Zajął trzecie miejsce w rankingu zawodników pod względem średniej biegowej. W tym roku został również wypożyczony do drugoligowej Unii Tarnów.

## Przynależność klubowa
Polska
- SK Lokomotīve Dyneburg (2018–2021; Łotwa)
- Wilki Krosno (2022–)
  - Unia Tarnów (2023; wyp.)